# Monte Bicco
Il monte Bicco (2052 m) fa parte del massiccio del monte Bove, nella parte nord della catena dei monti Sibillini.

## Descrizione
Si tratta di una piramide di calcare letteralmente appoggiata sul fianco sud del monte Bove, la cui cresta digrada curvando dolcemente a nord fino all'imboccatura della val di Bove.
Il versante nord è costituito da balzi di roccia calcarea che salgono dalla val di Bove e da pascoli e faggete, il versante sud da prati scoscesi e scogli che affacciano sulle piste da sci della stazione di Frontignano di Ussita. Alpinisticamente interessante soprattutto in inverno, vi si trovano anche alcuni tiri di corda attrezzati per l'arrampicata sulle placche più belle esposte a Sud e sulle placche della parte più bassa dei contrafforti di calcare all'interno della val di Bove, in corrispondenza del sentiero che arriva dall'altro versante (Cristo delle Nevi).